# 笹津站
笹津站（日语：／ Sasazu eki */?）是隸屬於西日本旅客鐵道（JR西日本）高山本線的鐵路車站，位於富山縣富山市。本站現時只停靠普通列車。過去富山地方鐵道曾經在本站旁邊設置「地鐵笹津站」，作為富山地方鐵道笹津線的終點站。不過此線早於1975年被廢除，相關的配置亦已被拆去。

## 車站結構

### 站房
本站現時的站房為2005年重建的第二代單層木製站房，以代替自1913年起由富山輕便鐵路所建的舊站房。由於新站房的用地是以前地鐵笹津站的路軌及月台用地。笹津線廢線後，月台及路軌均被拆走，結果剩下一大片空地。重建時便活用這塊空地，亦將站房前面的候車廣場擴闊。故新站房的位置亦較舊站房移近月台方。
另一方面，相比於鄰站榆原站於1989年重建時，站房面積被大幅縮減至原站房的三份之一，本站的新站房面積與舊站房其實相距不大。新站房成「┌」形，站房入口即為候車大廳，並設置4張木櫈、投幣式收費電話、看板及回收箱。右側設有展示櫃以、LED資訊展幕及簡易式售票機（主要出售指定金額內高山本線沿線車站，以及部份愛之風富山鐵道線內的有人車站、冰見站及IR石川鐵道線的金澤站），站房右側則設置2間儲物室及男、女及傷殘人士獨立沖水式洗手間。這部份亦有另外的門口，可從街外直接進入而不需要經過候車室。
左側突出的部份則連接至原來前往月台的天橋口，推開售票機旁的玻璃門後，經過連接通道後便可到達。對比舊站房時代、通過驗票口後仍要途經一小段開放式通道才到達天橋入口，新站房把整個跨線橋及候車大堂連為一體之餘，亦全程置身於室內空間中，對應雨天或下雪天尤有幫助。

### 月台
現時存留島式月台一座，2條線道，列車可在此交會。月台長度達160米，這是為了配合以往急行列車「國引」會在此站停靠。上、下行路軌在匯合前均設有緊急轉轍器，而2號月台旁靠向富山方向亦保留了一段側軌作保線車輛停靠。
| 月台 | 路線      | 方向 | 目的地   | 備註 |
| ---- | --------- | ---- | -------- | ---- |
| 1    | ■高山本線 | 上行 | 豬谷方向 |      |
| 2    | ■高山本線 | 下行 | 富山方向 |      |

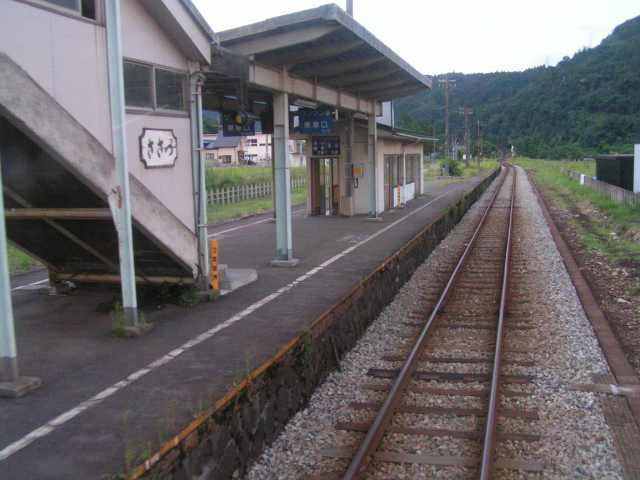
2號月台（2006年8月）
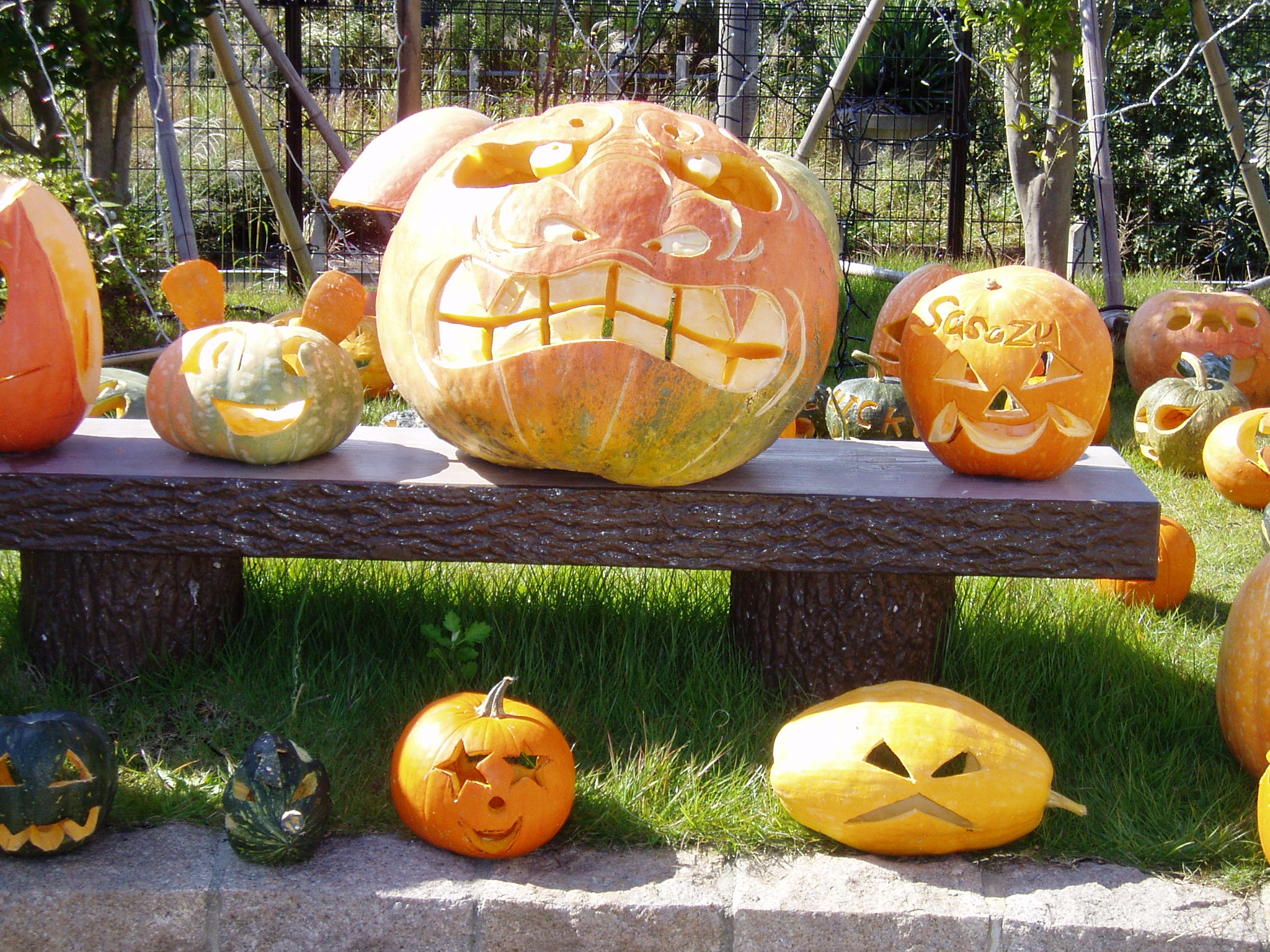
在站前廣場中為了萬聖節製作的南瓜燈籠

第一代站房
採用與舊榆原站相近的單層木建站房，為典型鄉郊式的站房。由於站房附有在國鐵時代簽發的站內建構物標記，標示建築時間為大正3年（即1913年），與最初富山輕便鐵道進駐笹津時的時間吻合，因此相信舊站房本為富山輕便鐵路所興建，而後來國鐵進駐後，與富山輕便鐵路及神岡輕便鐵路一同共用站房至2005年拆卸為止。
車站入口位於正中央，進站後左側為候車大堂，設有數張候車座椅；右側為已停用的站務室、票務處及驗票窗口，內部並設有職員住宿處。無人化後，有關空間均改為儲物室之用。至於站房最右側為洗手間。
通過閘口後，左轉沿有蓋通道可連接至跨線行人天橋前往月台。

## 使用狀況
| 年度 | 1日平均上落人數 | 出處       | 年度 | 1日平均上落人數 | 出處        | 年度 | 1日平均上落人數 | 出處        |
| ---- | --------------- | ---------- | ---- | --------------- | ----------- | ---- | --------------- | ----------- |
| 1995 | 244             | [ 統計 1 ] | 2005 | 189             | [ 統計 1 ]  | 2015 | 136             | [ 統計 2 ]  |
| 1996 | 230             | [ 統計 1 ] | 2006 | 182             | [ 統計 1 ]  | 2016 | 135             | [ 統計 3 ]  |
| 1997 | 213             | [ 統計 1 ] | 2007 | 180             | [ 統計 1 ]  | 2017 | 108             | [ 統計 4 ]  |
| 1998 | 208             | [ 統計 1 ] | 2008 | 182             | [ 統計 1 ]  | 2018 | 102             | [ 統計 5 ]  |
| 1999 | 230             | [ 統計 1 ] | 2009 | 159             | [ 統計 1 ]  | 2019 | 100             | [ 統計 6 ]  |
| 2000 | 241             | [ 統計 1 ] | 2010 | 130             | [ 統計 1 ]  | 2020 | 84              | [ 統計 7 ]  |
| 2001 | 254             | [ 統計 1 ] | 2011 | 139             | [ 統計 1 ]  | 2021 | 75              | [ 統計 8 ]  |
| 2002 | 220             | [ 統計 1 ] | 2012 | 138             | [ 統計 1 ]  | 2022 | 77              | [ 統計 9 ]  |
| 2003 | 206             | [ 統計 1 ] | 2013 | 138             | [ 統計 10 ] | 2023 | 76              | [ 統計 11 ] |
| 2004 | 186             | [ 統計 1 ] | 2014 | 142             | [ 統計 12 ] |      |                 |             |

## 歷史
- 1914年12月6日：富山輕便鐵道富山站至此站之間開通，此站啟用，為終站[4][5]。
- 1915年：

- 3月：連接礦山至本站的馬車鐵道（後來為輕便鐵道，神岡軌道）開通。
- 10月24日：富山輕便鐵道改名為富山鐵道。

- 1929年10月1日：鐵道省飛越線越中八尾站至本站間開通，國鐵笹津站啟用[7][8]。為旅客和貨物車站。
- 1930年11月27日：飛越線本站至豬谷站之間開通，改為中途站[9][8]。
- 1931年9月16日：神岡軌道本站至東豬谷站之間一段廢線，同時廢站[10]。
- 1933年：

- 3月31日：省營自動車笹津線本站至富山站之間開業。
- 4月20日：富山鐵道南富山站至此站之間廢線，笹津站廢止。

- 1934年10月25日：岐阜站至富山站全線開通，整段改名為高山本線[8][12]。
- 1943年2月28日：取消省營自動車笹津線[13]。
- 1944年2月：敷設日本碳富山工場、國產輕金屬和日本鎂富山工場三間公司共同專用線[14]。

## 相鄰車站
西日本旅客鐵道
■高山本線
■特急「飛驒」
通過
■普通列車
榆原－笹津－東八尾

### 已取消路線
富山地方鐵道
笹津線
敷紡前－地鐵笹津

## 其他
演歌歌手池田輝郎於2017年推出的單曲「高山本線」中，其MV便是在笹津站月台及附近的線道上取景的。

### 統計資料
1. 1 2  富山縣統計年鑑，第10章，項目2。
2. ↑  10運輸及び通信 （页面存档备份，存于），第12回 富山市統計書：第144頁。
3. ↑  10運輸及び通信 （页面存档备份，存于），第13回 富山市統計書：第144頁。
4. ↑  10運輸及び通信 （页面存档备份，存于），第14回 富山市統計書：第144頁。
5. ↑  10運輸及び通信 （页面存档备份，存于），第15回 富山市統計書：第128頁。
6. ↑  10運輸及び通信 （页面存档备份，存于），第16回 富山市統計書：第128頁。
7. ↑  10運輸及び通信，第17回 富山市統計書：第126頁。
8. ↑  10運輸及び通信 （页面存档备份，存于），第18回 富山市統計書：第126頁。
9. ↑  10運輸及び通信，第19回 富山市統計書：第138頁。
10. ↑  富山縣統計年鑑 （页面存档备份，存于），第10章，項目10-2。
11. ↑  10運輸及び通信 （页面存档备份，存于），第20回 富山市統計書：第138頁。
12. ↑  10運輸及び通信 （页面存档备份，存于），第11回 富山市統計書：第144頁。

## 外部連結
- JR西日本笹津站（日語）